# Lista de membros do The Who

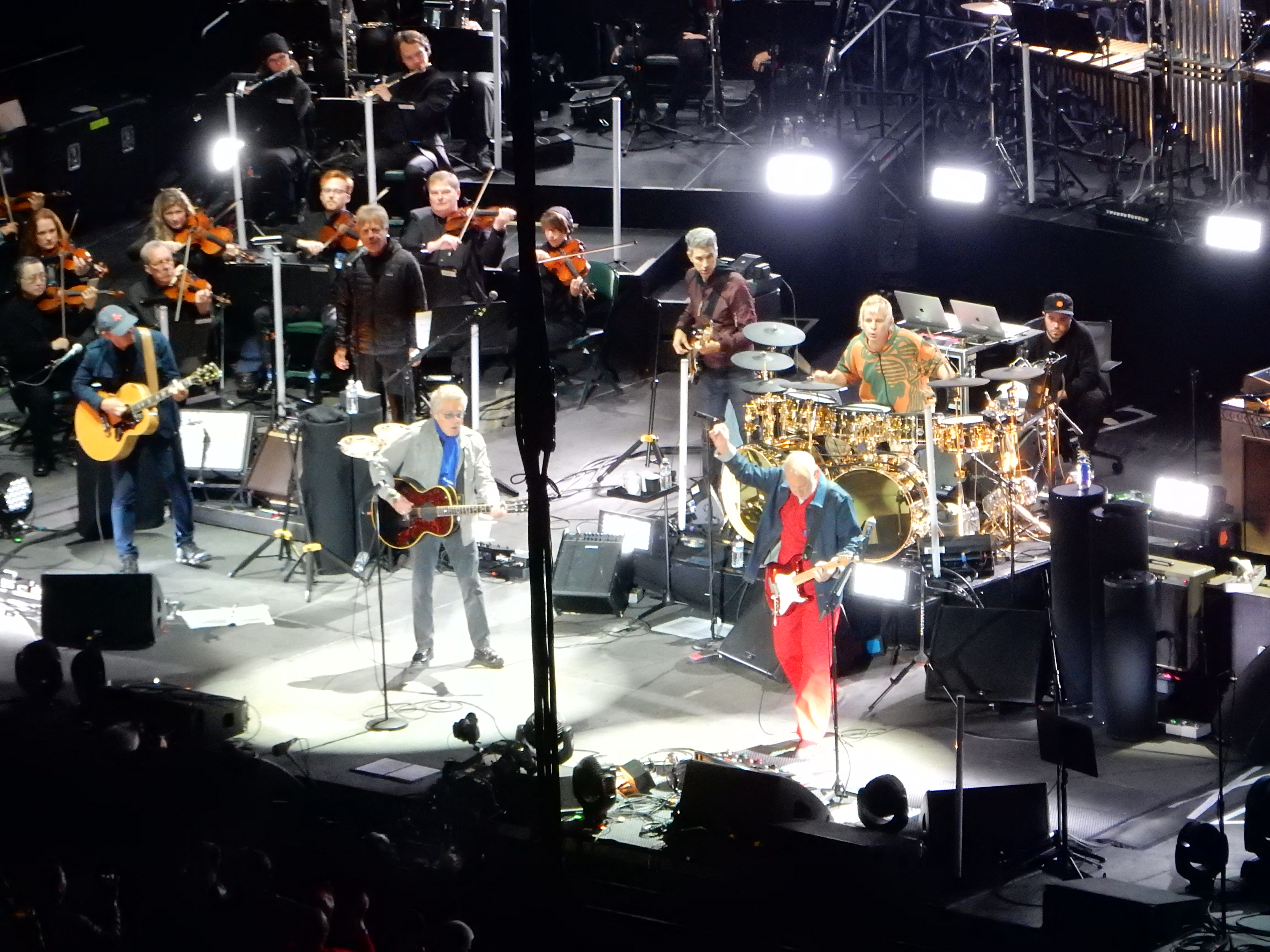
The Who se apresentando com orquestra no T-Mobile Park em 2019.

Este artigo é uma lista dos diversos integrantes e formações que fizeram parte da banda de rock inglesa The Who, desde sua origem como Detours em 1962 até os dias atuais. Os membros fundadores Roger Daltrey e Pete Townshend foram os únicos membros constantes da banda ao longo de sua história. 

## Membros

### Atuais
| Imagem | Nome           | Período                      | Instrumentos                                             | Contribuições        |
| ------ | -------------- | ---------------------------- | -------------------------------------------------------- | -------------------- |
|        | Roger Daltrey  | 1964–1982 1989 1996-presente | vocais harmonica guitarra rítmica percussão              | Todos os lançamentos |
|        | Pete Townshend | 1964–1982 1989 1996-presente | guitarra vocais e backing vocals teclados sintetizadores | Todos os lançamentos |

### Ex-integrantes
| Imagem | Nome           | Período                                     | Instrumentos                                              | Contribuições                                                                         |
| ------ | -------------- | ------------------------------------------- | --------------------------------------------------------- | ------------------------------------------------------------------------------------- |
|        | John Entwistle | 1964-1982 1989 1996-2002 (falecido em 2002) | baixo vocais e backing vocals metais piano sintetizadores | Todos os lançamentos de My Generation (1965) até Live at the Royal Albert Hall (2003) |
|        | Doug Sandom    | 1964 (falecido em 2019)                     | bateria                                                   | Nenhuma                                                                               |
|        | Keith Moon     | 1964-1978 (falecido em 1978)                | bateria percussão vocais                                  | Todos os lançamentos de My Generation (1965) até Quadrophenia (1979)                  |
|        | Kenney Jones   | 1978–1982 (uma vez em 2014)                 | bateria                                                   | Todos os lançamentos de Quadrophenia (1979) até Who's Last (1984)                     |

## Membros de turnê

### Atuais[2]
| Imagem | Nome             | Período                     | Instrumentos                 | Contribuições |
| ------ | ---------------- | --------------------------- | ---------------------------- | --- |
|        | Zak Starkey      | 1996–presente               | bateria percussão            | Todos os lançamentos de Live at the Royal Albert Hall (2001) até o presente                                                                                    |
|        | Simon Townshend  | 1996–1997 2002–presente     | guitarra vocais              | Todos os lançamentos de Live at the Royal Albert Hall (2001) até o presente                                                                                    |
|        | Loren Gold       | 2012–presente               | keyboards backing vocals     | Todos os lançamentos de 12-12-12 The Concert for Sandy Relief (2013) até o presente (exceto o álbum Who; 2019)                                                 |
|        | Jon Button       | 2017–presente               | baixo backing vocals         | Tommy - Live At The Royal Albert Hall (2017) |
|        | Billy Nicholls   | 1989 1996–1997 2019–present | backing vocals               | Who Are You (1978) Join Together (1990) Tommy And Quadrophenia Live With Special Guests (2005) Music For The Closing Ceremony Of 2012 The Olympic Games (2012) |
|        | Keith Levenson   | 2019-presente               | coordenador musical condutor | Nenhuma |
|        | Katie Jacoby     | 2019-presente               | violino                      | Nenhuma |
|        | Audrey Q. Snyder | 2019-presente               | violoncelo                   | Nenhuma |
|        | Emily Marshall   | 2019-presente               | teclados maestro             | Nenhuma |
|        | Randy Landau     | 2022-presente               | contrabaixo                  | Nenhuma |

### Ex-membros de turnê
| Image | Name                   | Years active                       | Instruments                             | Release contributions |
| ----- | ---------------------- | ---------------------------------- | --------------------------------------- | --- |
|       | John "Rabbit" Bundrick | 1979–1981 1985 1988 1989 1996–2011 | teclados backing vocals                 | Join Together (1990) Thirty Years of Maximum R&B (1994) Live At The Royal Albert Hall (2001/2003) Live In Boston (2004) Tommy and Quadrophenia Live with Special Guests (2005) Live At The Isle Of Wight Festival 2004 (2017) |
|       | Howie Casey            | 1979–1980                          | saxofone                                | Nenhuma |
|       | Dick Parry             | 1979–1980                          | saxofone                                | Nenhuma |
|       | David Caswell          | 1979–1980                          | trompete                                | Nenhuma |
|       | Reg Brooks             | 1979–1980                          | trombone                                | Nenhuma |
|       | Tim Gorman             | 1982                               | teclados backing vocals                 | It's Hard (1982) Who's Last (1984) Thirty Years of Maximum R&B (1994) Live from Toronto (2006) |
|       | Chyna Gordon           | 1989                               | backing vocals                          | Join Together (1990) |
|       | Cleveland Watkiss      | 1989                               | backing vocals                          | Join Together (1990) |
|       | Simon Clarke           | 1989                               | saxofone                                | Join Together (1990) |
|       | Tim Sanders            | 1989                               | saxofone                                | Join Together (1990) |
|       | Roddy Lorimer          | 1989                               | trompete                                | Join Together (1990) |
|       | Simon Philips          | 1989                               | bateria                                 | Thirty Years of Maximum R&B (1994) Join Together (1990) |
|       | Steve Bolton           | 1989                               | guitarra rítmica e solo                 | Thirty Years of Maximum R&B (1994) Join Together (1990) |
|       | Jody Linscott          | 1989 1996–1997                     | percussão                               | Thirty Years of Maximum R&B (1994) Join Together (1990) |
|       | Simon Gardner          | 1989 1996–1997                     | trompete                                | Join Together (1990) |
|       | Neil Sidwell           | 1989 1996–1997                     | trombone                                | Join Together (1990) |
|       | Jon Carin              | 1996–1997 2001 (substituto)        | teclados                                | The Concert for New York City (2001) Tommy and Quadrophenia Live (2005) |
|       | Dennis Farias          | 1996–1997                          | trompete                                | Nenhuma |
|       | Roy Wiegand            | 1996–1997                          | trompete                                | Nenhuma |
|       | Nick Lane              | 1996–1997                          | trombone                                | Nenhuma |
|       | Pino Palladino         | 2002–2016                          | baixo                                   | Todos os lançamentos de Live In Boston (2004) a Live At The Isle Of Wight Festival 2004 (2017) Who (2019) |
|       | Frank Simes            | 2012–2017                          | teclados backing vocals diretor musical | 12-12-12: The Concert for Sandy Relief (2013) Quadrophenia Live In London ]] (2014) Live In Hyde Park (2015) Tommy - Live At The Royal Albert Hall (2017)                                                                     |
|       | John Corey             | 2012–2017                          | teclados backing vocals                 | 12-12-12: The Concert for Sandy Relief (2013) Quadrophenia Live In London ]] (2014) Live In Hyde Park (2015) Tommy - Live At The Royal Albert Hall (2017)                                                                     |
|       | J. Greg Miller         | 2012–2013                          | metais                                  | 12-12-12: The Concert for Sandy Relief (2013) Quadrophenia Live In London (2014) |
|       | Reggie Grisham         | 2012–2013                          | metais                                  | 12-12-12: The Concert for Sandy Relief (2013) Quadrophenia Live In London (2014) |

### Substitutos
| Imagem | Nome             | Período   | Instrumentos   | Notas |
| ------ | ---------------- | --------- | -------------- | --- |
|        | Scot Halpin      | 1973      | bateria        | Moon perdeu a consciência durante um show em São Francisco em 20 de novembro de 1973 e foi substituído por Scot Halpin, um membro da plateia.         |
|        | Peter Huntington | 2004–2006 | bateria        | Devido aos compromissos de turnê de Starkey com o Oasis, Huntington foi o baterista principal do Endless Wire.                                        |
|        | Steve White      | 2005      | bateria        | Starkey e Palladino não puderam se juntar à banda no Live8 em 2005 e foram substituídos por White e Minchella                                         |
|        | Damon Minchella  | 2005      | baixo          | Starkey e Palladino não puderam se juntar à banda no Live8 em 2005 e foram substituídos por White e Minchella                                         |
|        | Brian Kehew      | 2006–2007 | teclados       | Bundrick estava cuidando de sua esposa com doença terminal entre novembro de 2006 e março de 2007 e foi substituído por seu técnico de teclado Kehew. |
|        | J.J. Blair       | 2006      | teclados       | Kehew não pôde acompanhar a banda em 8 de novembro de 2006 e foi substituído por Blair.                                                               |
|        | Morgan Nicholls  | 2012      | baixo          | Nicholls e Stainton se apresentaram com a banda na cerimônia de encerramento dos Jogos Olímpicos de Verão de 2012.                                    |
|        | Chris Stainton   | 2012      | piano teclados | Nicholls e Stainton se apresentaram com a banda na cerimônia de encerramento dos Jogos Olímpicos de Verão de 2012.                                    |
|        | Scott Devours    | 2013      | bateria        | Starkey não pôde se juntar à banda de 5 a 14 de fevereiro e de 8 de junho a 8 de julho de 2013, e foi substituído por Scott Devours.                  |

## Músicos de sessão
| Image | Name                 | Years active                 | Instruments                                | Release contributions                                                               |
| ----- | -------------------- | ---------------------------- | ------------------------------------------ | ----------------------------------------------------------------------------------- |
|       | Jimmy Page           | 1965                         | guitarra solo guitarra de 12 cordas        | My Generation (1965) [ 3 ] I Can't Explain (1965) [ 4 ] [ 5 ]                       |
|       | The Ivy League       | 1965                         | backing vocals                             | My Generation (1965) [ 3 ] I Can't Explain (1965) [ 4 ] [ 5 ]                       |
|       | Perry Ford           | 1965 (falecido em 1999)      | piano                                      | My Generation (1965)                                                                |
|       | Nicky Hopkins        | (falecido em 1994)           | piano                                      | My Generation (1965) [ 6 ] Who's Next (1971) Tommy (1975) The Who by Numbers (1975) |
|       | Speedy Keen          | 1967 (falecido em 2002)      | vocais                                     | The Who Sell Out (1967)                                                             |
|       | Al Kooper            | 1967 1971                    | orgão                                      | The Who Sell Out (1967) Who's Next (1971)                                           |
|       | Dave Arbus           | 1971                         | violino                                    | Who's Next (1971)                                                                   |
|       | Leslie West          | 1971 (falecido em 2020)      | guitarra solo                              | Who's Next (1971)                                                                   |
|       | Jon Curle            | 1972–1973                    | voice                                      | Quadrophenia (1973)                                                                 |
|       | Chris Stainton       | 1972–1974                    | piano orgão guitarra acústica              | Quadrophenia (1973) Tommy (1975)                                                    |
|       | Arthur Brown         | 1974                         | vocais                                     | Tommy (1975)                                                                        |
|       | Tina Turner          | 1974 (falecida em 2023)      | vocais                                     | Tommy (1975)                                                                        |
|       | Eric Clapton         | 1974                         | vocais guitarra                            | Tommy (1975)                                                                        |
|       | Elton John           | 1974                         | vocais piano                               | Tommy (1975)                                                                        |
|       | Mick Ralphs          | 1974                         | guitarra                                   | Tommy (1975)                                                                        |
|       | Caleb Quaye          | 1974                         | guitarra                                   | Tommy (1975)                                                                        |
|       | Ronnie Wood          | 1974                         | guitarra                                   | Tommy (1975)                                                                        |
|       | Davey Johnstone      | 1974                         | guitarra                                   | Tommy (1975)                                                                        |
|       | Alan Ross            | 1974                         | guitarra acústica                          | Tommy (1975)                                                                        |
|       | Gerald Shaw          | 1974                         | orgão                                      | Tommy (1975)                                                                        |
|       | Phil Chen            | 1974 (falecido em 2021)      | baixo                                      | Tommy (1975)                                                                        |
|       | Dave Wintour         | 1974                         | baixo                                      | Tommy (1975)                                                                        |
|       | Tony Stevens         | 1974                         | baixo                                      | Tommy (1975)                                                                        |
|       | Dee Murray           | 1974 (falecido em 1992)      | baixo                                      | Tommy (1975)                                                                        |
|       | Fuzzy Samuels        | 1974                         | baixo                                      | Tommy (1975)                                                                        |
|       | Mike Kellie          | 1974                         | bateria                                    | Tommy (1975)                                                                        |
|       | Tony Newman          | 1974                         | bateria                                    | Tommy (1975)                                                                        |
|       | Graham Deakin        | 1974                         | bateria                                    | Tommy (1975)                                                                        |
|       | Nigel Olsson         | 1974                         | bateria                                    | Tommy (1975)                                                                        |
|       | Ray Cooper           | 1974                         | percussão                                  | Tommy (1975)                                                                        |
|       | Rod Argent           | 1977–1978                    | sintetizador piano teclado                 | Who Are You (1978)                                                                  |
|       | Ted Astley           | 1977–1978                    | arranjos de cordas                         | Who Are You (1978)                                                                  |
|       | Andy Fairweather-Low | 1977–1978 1982               | backing vocals guitarra rítmica            | Who Are You (1978) It's Hard (1982)                                                 |
|       | Greg Lake            | 2003–2004 (falecido em 2016) | baixo                                      | "Real Good Looking Boy" (2004)                                                      |
|       | Jolyon Dixon         | 2004–2006                    | guitarra acústica                          | Endless Wire (2006)                                                                 |
|       | Lawrence Ball        | 2004–2006                    | eletrônicos                                | Endless Wire (2006)                                                                 |
|       | Stuart Ross          | 2004–2006                    | baixo                                      | Endless Wire (2006)                                                                 |
|       | Peter Huntington     | 2004–2006                    | bateria                                    | Endless Wire (2006)                                                                 |
|       | Gill Morley          | 2004–2006                    | violino                                    | Endless Wire (2006)                                                                 |
|       | Brian Right          | 2004–2006                    | violino                                    | Endless Wire (2006)                                                                 |
|       | Ellen Blair          | 2004–2006                    | viola                                      | Endless Wire (2006)                                                                 |
|       | Vicky Matthews       | 2004–2006                    | violoncelo                                 | Endless Wire (2006)                                                                 |
|       | Rachel Fuller        | 2004–2006 2019               | teclados orquestrações                     | Endless Wire (2006) Who (2019)                                                      |
|       | Mick Talbot          | 2014                         | teclados                                   | "Be Lucky" (2014)                                                                   |
|       | Andrew Synowiec      | 2019                         | acoustic guitar                            | Who (2019)                                                                          |
|       | Gordon Giltrap       | 2019                         | acoustic guitar                            | Who (2019)                                                                          |
|       | Benmont Tench        | 2019                         | orgão mellotron                            | Who (2019)                                                                          |
|       | Dave Sardy           | 2019                         | mellotron programação de sintetizador      | Who (2019)                                                                          |
|       | Martin Batchelar     | 2019                         | programação orquestração arranjos condução | Who (2019)                                                                          |
|       | Peter Rotter         | 2019                         | fixador de orquestra                       | Who (2019)                                                                          |
|       | Bruce Dukov          | 2019                         | líder da orquestra                         | Who (2019)                                                                          |
|       | Gus Seyffert         | 2019                         | baixo                                      | Who (2019)                                                                          |
|       | Joey Waronker        | 2019                         | bateria                                    | Who (2019)                                                                          |
|       | Carla Azar           | 2019                         | bateria                                    | Who (2019)                                                                          |
|       | Matt Chamberlain     | 2019                         | bateria                                    | Who (2019)                                                                          |
|       | Josh Tyrrell         | 2019                         | palmas                                     | Who (2019)                                                                          |
|       | Rowan McIntosh       | 2019                         | palmas                                     | Who (2019)                                                                          |

## Formações
| Período                                                                                    | Membros | Lançamentos em estúdio e ao vivo |
| ------------------------------------------------------------------------------------------ | --- | --- |
| The Detours (1962 – Janeiro de 1963)                                                       | - Colin Dawson – vocais - Pete Townshend – guitarra solo - Roger Daltrey – guitarra rítmica, backing vocals - John Entwistle – baixo, backing vocals - Doug Sandom – bateria | |
| The Detours (Janeiro – Dezembro de 1963)                                                   | - Gabby Connolly – vocais - Pete Townshend – guitarra solo - Roger Daltrey – guitarra rítmica, backing vocals - John Entwistle – baixo, backing vocals - Doug Sandom – bateria | |
| The Detours / The Who (Dezembro de 1963 – Abril de 1964)                                   | - Roger Daltrey – vocais, harmonica - Pete Townshend – guitarras solo e rítmica, backing vocals - John Entwistle – baixo, backing vocals - Doug Sandom – bateria | |
| The Who (Abril de 1964 – Setembro de 1978)                                                 | - Roger Daltrey – vocais, harmonica - Pete Townshend – guitarras solo e rítmica, backing vocals - John Entwistle – baixo, vocais e backing vocals - Keith Moon – bateria, vocais ocasionais | - My Generation (1965) - A Quick One (1966) - The Who Sell Out (1967) - Tommy (1969) - Live at Leeds (1970) - Who's Next (1971) - Quadrophenia (1973) - Tommy (trilha sonora) (1975) - The Who by Numbers (1975) - Who Are You (1978) - Quadrophenia (trilha sonora) (1979) - Live at the Isle of Wight Festival 1970 (1996) - BBC Sessions (2000) - View from a Backstage Pass (2007) - Greatest Hits Live (2010) (apenas disco um) - Live at Hull 1970 (2012) - Live at the Fillmore East 1968 (2018) |
| Morte de Keith Moon (7 de setembro de 1978)                                                | | |
| The Who Who Are You Tour (1979–1980)                                                       | - Roger Daltrey – vocais, harmonica - Pete Townshend – guitarras solo e rítmica, backing vocals - John Entwistle – baixo, vocais e backing vocals - Kenney Jones – bateria com: - John "Rabbit" Bundrick – teclados - Reg Brooks – trombone - David Caswell – trompete - Howie Casey – saxofone - Dick Parry – saxofone | - Quadrophenia (trilha sonora) (1979) (apenas duas faixas) |
| The Who Face Dances Tour (1981)                                                            | - Roger Daltrey – vocais, harmonica - Pete Townshend – guitarras solo e rítmica, backing vocals - John Entwistle – baixo, vocais e backing vocals - Kenney Jones – bateria com: - John "Rabbit" Bundrick – teclados | - Face Dances (1981) |
| The Who It's Hard Tour (1982)                                                              | - Roger Daltrey – vocais, harmonica - Pete Townshend – guitarras solo e rítmica, backing vocals - John Entwistle – baixo, vocais e backing vocals - Kenney Jones – bateria com: - Tim Gorman – teclados | - It's Hard (1982) - Who's Last (1984) - Live from Toronto (2006) |
| Hiato (1983–1988)                                                                          | | |
| Apresentações únicas no Live Aid (1985) e no BPI Brit Awards (1988)                        | - Roger Daltrey – vocais, harmonica - Pete Townshend – guitarras solo e rítmica, backing vocals - John Entwistle – baixo - Kenney Jones – bateria com: - John "Rabbit" Bundrick – teclados | |
| The Who 25th Anniversary Tour (1989)                                                       | - Roger Daltrey – vocais, guitarra rítmica, harmonica - Pete Townshend – guitarras solo, acústicas e rítmicas, backing vocals e vocais - John Entwistle – baixo, vocais ocasionais com: - John "Rabbit" Bundrick – teclados - Simon Phillips – bateria - Steve "Boltz" Bolton – guitarras rítmicas e solo - Jody Linscott – percussão - Simon Clarke – saxofone - Roddy Lorimer – trompete - Simon Gardner – trompete - Neil Sidwell – trombone - Tim Sanders – saxofone - Chyna Gordon – backing vocals - Cleveland Watkiss – backing vocals - Billy Nicholls – backing vocals, diretor musical | - Join Together (1990) - Greatest Hits Live (2010) (apenas cinco faixas) |
| Performance única na Cerimônia de Indução do Rock and Roll Hall of Fame (1990)             | - Roger Daltrey – vocais - Pete Townshend – guitarra solo e rítmica, backing vocals - John Entwistle – baixo com: - Paul Shaffer – teclados, diretor musical - The World's Most Dangerous Band – banda da casa | |
| Hiato (1990–1995)                                                                          | | |
| The Who Quadrophenia Tour (1996–1997)                                                      | - Roger Daltrey – vocais, guitarra rítmica, harmonica - Pete Townshend – guitarra solo e rítmica, backing vocals - John Entwistle – baixo com: - John "Rabbit" Bundrick – teclados - Zak Starkey – bateria - Simon Townshend – guitarra base e solo, backing vocals - Jon Carin – teclados - Jody Linscott – percussão - Dennis Farias – sopros - Nick Lane – sopros - Roy Wiegand – sopros - Simon Gardner – trompete - Neil Sidwell – trombone - Billy Nicholls – backing vocals, diretor musical                                                                                              | |
| The Who (1999 – Fevereiro de 2002)                                                         | - Roger Daltrey – vocais, guitarra rítmica, harmônica - Pete Townshend – guitarra, backing vocals e vocais - John Entwistle – baixo, vocais ocasionais with - John "Rabbit" Bundrick – teclados - Zak Starkey – bateria | - Blues to the Bush (2000) - Live at the Royal Albert Hall (2003) - Greatest Hits Live (2010) (apenas duas faixas) |
| The Who (Fevereiro – Junho de 2002)                                                        | - Roger Daltrey – vocais, harmônica - Pete Townshend – guitarra solo, backing vocals - John Entwistle – baixo com: - John "Rabbit" Bundrick – teclados - Zak Starkey – bateria - Simon Townshend – guitarra rítmica, backing vocals | nenhum – Esta formação ensaiou para a turnê de 2002, mas não se apresentou de fato, já que John Entwistle morreu pouco antes do primeiro show da turnê. |
| Morte de John Entwistle (27 de junho 2002)                                                 | | |
| The Who (Julho de 2002 – 2011)                                                             | - Roger Daltrey – vocais, guitarra rítmica, harmônica - Pete Townshend – guitarra, backing vocals e vocais com: - John "Rabbit" Bundrick – teclados - Zak Starkey – bateria - Simon Townshend – guitarra rítmica, backing vocals - Pino Palladino – baixo | - Endless Wire (2006) - Greatest Hits Live (2010) (apenas duas faixas) - Live at the Isle of Wight Festival 2004 (2017) |
| Performance única na Cerimônia de encerramento dos Jogos Olímpicos de Verão de 2012 (2012) | - Roger Daltrey – vocais - Pete Townshend – guitarra solo, backing vocals com: - Zak Starkey – bateria - Simon Townshend – guitarra rítmica, backing vocals, teclados - Billy Nicholls – backing vocals, diretor musical - Morgan Nicholls – baixo - Chris Stainton – piano, teclados | |
| The Who Quadrophenia e More Tour (2012–2013)                                               | - Roger Daltrey – vocais, guitarra rítmica, harmônica - Pete Townshend – guitarra, backing vocals e vocais com: - Zak Starkey – bateria - Simon Townshend – guitarra rítmica, backing vocals - Pino Palladino – baixo - Frank Simes – teclados, backing vocals, diretor musical - Loren Gold – teclados, backing vocals - John Corey – piano, teclados, backing vocals - J. Greg Miller – metais - Reggie Grisham – metais | - Quadrophenia Live in London (2014) |
| The Who (2014–2016)                                                                        | - Roger Daltrey – vocais, guitarra rítmica, harmônica - Pete Townshend – guitarra, backing vocals e vocais com: - Zak Starkey – bateria - Simon Townshend – guitarra rítmica, backing vocals - Pino Palladino – baixo - Frank Simes – teclados, backing vocals, diretor musical - Loren Gold – teclados, backing vocals - John Corey – piano, teclados, backing vocals | - Live in Hyde Park (2015) |
| The Who (2017)                                                                             | - Roger Daltrey – vocais, guitarra rítmica, harmônica - Pete Townshend – guitarra, backing vocals e vocais com: - Zak Starkey – bateria - Simon Townshend – guitarra rítmica, backing vocals - Frank Simes – teclados, backing vocals, diretor musical - Loren Gold – teclados, backing vocals - John Corey – piano, teclados, backing vocals - Jon Button – baixo, backing vocals | - Tommy Live at the Royal Albert Hall (2017) |
| The Who (2019–presente)                                                                    | - Roger Daltrey – vocais, guitarra rítmica, harmônica - Pete Townshend – guitarra, backing vocals e vocais com: - Zak Starkey – bateria - Simon Townshend – guitarra rítmica, backing vocals - Loren Gold – teclados, backing vocals - Jon Button – baixo, backing vocals - Billy Nicholls - backing vocals, diretor musical - Katie Jacoby – violino - Audrey Q. Snyder – violoncelo - Emily Marshall – teclados, regente associado - Keith Levenson – maestro | - Who (2019) (com Palladino) |